# Laurenburg
Laurenburg là một đô thị ở Rhein-Lahn huyện Rheinland-Pfalz, in phía tây nước Đức.